# Fontaines (Saône-et-Loire)
Fontaines é uma comuna francesa na região administrativa de Borgonha-Franco-Condado, no departamento Saône-et-Loire. Estende-se por uma área de 24,85 km². Em 2010 a comuna tinha 2 269 habitantes (densidade: 91,3 hab./km²).